# بانغ وون صن
بانغ وون صن هو لاعب كرة سلة كوري جنوبي. مثّل منتخب بلاده. شارك في دورة الألعاب الأولمبية الصيفية سنة 1948.

## روابط خارجية
- بانغ وون صن على موقع الاتحاد الدولي لكرة السلة (الإنجليزية)
- بانغ وون صن على موقع سبورتس رفرنس (الإنجليزية)
- بانغ وون صن على موقع أوليمبيديا (الإنجليزية)